# Mistrz Legendy św. Ulryka
Mistrz Legendy św. Ulryka lub Mistrz Augsburskiej Legendy św. Ulryka – anonimowy niemiecki mistrz malarstwa gotyckiego, czynny po 1450 roku w Augsburgu.
Swój przydomek uzyskał od dwóch obrazów ściennych przedstawiających sceny z legendy o św. Ulryku, patronie Augsburga.

## Styl i opis prac
W dziełach Mistrza Legendy św. Ulryka można zauważyć wpływ malarstwa z Flandrii, burgundzkiej sztuki iluminatorstwa, oraz wpływ sztuki czeskiej i niderlandzkiej.

Dwa zachowane malowidła przypisywane Mistrzowi Legendy św. Ulryka, zostały namalowane na drewnianej desce i znajdują się w północnej części transeptu w bazylice św. Ulryka i św. Afry. Oba malunki przedstawiają trzy różne sceny z życia świętego. Pierwszy z nich ukazuje wnętrze kościoła romańskiego, poprzednika bazyliki, zniszczonego w 1466 roku. Obraz musiał powstać przed tą datą. Na drugim malowidle sceny rozgrywaja się w pomieszczeniach z oknami zza których rozciąga się rozległy krajobraz. Po lewej stronie przedstawiony został św. Ulrich na łożu, polecający św. Afrze złożenie wniosku do cesarza o konsekrację klasztoru; po prawej stronie biskup nagradza posłańca przynoszącego gęsie mięso od wrogiego mu księcia Arnulf. W środkowej części rozgrywa się scena, gdzie podarowane mięso, które miało posłużyć za dowód łamania piątkowego postu, zamienia się w ryby.
Mistrz Legendy św. Ulryka malował również portrety, które uważane są za wzory dla wizerunków późnego gotyku niemieckiego. Jednym z nich jest Portret miejskiego urzędnika Piusa Joachima, pisarza miejskiego. Obraz przypisywany był Dürerowi, Fouquetowi czy Schongauerowi. Dopiero niemiecki historyk Ernst Buchner ustalił datę obrazu na rok ok. 1460 i  przypisał atrybucje Mistrzowi Legendy św. Ulryka. W detalach portretu zauważyć można wpływy artystów niderlandzkiej, głównie Mistrza z Flémalle. Za głową urzędnika, na ścianie, wisi list mający wskazywać zawód portretowanego: notariusza, pisarza miejskiego lub członka syndyku rady; na urzędnika stroju prawnika miejskiego ma wskazywać guzik u szyi. Aureola wokół głowy i napis został namalowany później. Mistrza Legendy św. Ulryka uważa się za autora portretu młodego Martina Schongauera z 1453 roku.